# Nankana Sahib
Nankana Sahib (en gurmukhi: ਨਨਕਾਣਾ ਸਾਹਿਬ), anteriorment coneguda com a Rai-Bhoi-Di-Talwandi, és una ciutat de la província del Panjab, al Pakistan. Té una població aproximada de 60.000 habitants i es troba a 80 km al sud-oest de Lahore i a 75 km a l'est de Faisalabad.
És considerat un lloc sagrat i històric de gran importància pels sikhs a causa que aquí va néixer Guru Nanak Dev Ji, la figura central del sikhisme. Venen a aquest lloc sikhs de tot el món i és una de les ciutats de més ràpid creixement de Pakistan.

## El Gurdwara Nankana Sahib
El lloc més visitat és la Gurdwara Nankana Sahib, construït en el lloc on es trobava la casa en què va néixer el Guru Nanak Dev Ji. És el més destacable de totes les gurdwares (llocs de culte) que hi ha a la ciutat. Aquí se celebra la festivitat de Guru Nanak Gurpurab, per commemorar el naixement de Guru Nanak Dev Ji, en l'última lluna plena de l'any.